# Šakalys
Šakalys ist ein litauischer männlicher Familienname.

## Herkunft
Der Familienname ist  abgeleitet vom litauischen Wort šaka, dt. 'Ast'.

## Weibliche Formen
- Šakalytė (ledig)
- Šakalienė (verheiratet)

## Namensträger
- Algirdas Šakalys (*  1942), Transportwissenschaftler und Politiker, Vizeminister